# جو در برابر آتشفشان
جو در برابر آتشفشان (به انگلیسی: Joe Versus the Volcano) فیلمی ۱۰۲ دقیقه‌ای به کارگردانی جان پاتریک شنلی با بازی تام هنکس است.